# Fotomecànica
Fotomecànica és un mot que refereix a una part del que és la preimpressió i cobreix les activitats que s'han de fer per a preparar l'obra del creador, sigui un dissenyador, un fotògraf o qualsevol persona que vulgui editar un disseny, fins que aquesta creació entra en la màquina d'imprimir.

## Història
La fotomecànica darrerament ha sofert una transformació molt radical en els darrers anys. La revolució va tenir el punt de partida en el moment en què la tecnologia va permetre digitalitzar una imatge.
La concepció tradicional de la fotomecànica, la podíem dividir en tres especialitats, que de fet es devanien en tres oficis diferents, aquestes tres seccions eren:
- La fotografia
- El retoc
- I les proves d'assaig

La part fotogràfica de la fotomecànica era la responsable de portar la imatge de l'original a una fotografia en pel·lícula plana a la mida de la reproducció final, fen servir equipament molt especialitzat com càmeres vertical o horitzontals i amb tècniques diferents ja fos l'original de línies (ploma), de tons continus en blanc i negre (directe) o fotografia en colors, en suport de paper de color o diapositives, en aquest cas, la reproducció podia ser tricomia o quadricromia (quatre colors) en funció del nombre de colors en què s'hagués d'imprimir, òbviament el tractament era diferent en cada una d'aquestes situacions.
El retocador era responsable de rectificar els colors o contrastos de la reproducció a indicació del dissenyador, o bé simplement compensar les deficiències de la tècnica fotogràfica i ajustar els tons i colors a l'original, en el cas que la reproducció fos combinada de ploma i directes, com seria el cas de la majoria d'anuncis, també era l'encarregat de fer el muntatge de les diferents pel·lícules que intervenen.
Les proves d'impressió són el darrer pas en aquest procés i es feien per obtenir l'aprovació del treball per part del creador i a més servien de referència a l'impressor.
El producte acabat era el lliurament en forma de suport d'una pel·lícula plana per color cada color d'impressió, també dits fotolits, que solien anar acompanyats d'un "llibre de gammes" o proves d'impressió.

## Evolució
Aquestes van ser les tècniques fotomecàniques de la segona meitat del segle xx, és a dir, tot era tecnologia analògica, basada en equipaments fotogràfics altament especialitzats com van ser les càmeres fotogràfiques especialitzades, premses de contacte, etc.
A principi dels setanta, les tècniques d'introducció de les imatges en el circuit de producció, va començar a canviar amb els primers escànner Crosfield, Hell, i molts altres, que bàsicament simplificaven la tasca d'obtenir la separació de colors de forma més consistent i eren capaços d'ajustar els colors de la reproducció més acuradament simplificant la tasca dels retocadors.
Però en aquells darrers anys del segle, el que realment va revolucionar la fotomecànica en particular i la preimpressió en general, va ser en quant els escàners varen ser capaços de digitalitzar les imatges, tot va canviar, en un principi lentament, per exemple, el retoc ja es podia fer en sistemes de gestió d'imatges com el Hell Cromacom o el Magnascan de Crosfied.
De mica en mica, l'evolució es va anant accelerant de la mà de la irrupció de nou equipament com els Apple Macinthos i de programaris especialitzats per al retoc de les imatges com el Photoshop i d'altres especialitzats per al muntatge de pàgines com el PageMaker o el Freehand, per citar-ne alguns dels més populars.
Per la secció de les proves, també la indústria va anar traient solucions més ràpides i amb una qualitat i fiabilitat molt propera o inclús superior que les proves de tinta, d'aquests, segurament el més popular va ser el Cromalin de la companyia DuPont, però també en van tenir altres empreses com Kodak, 3M, Agfa Fuji i algunes més.
Amb el pas del temps, tots aquests equipaments i programaris han evolucionat amb més potència i amb preus molt més assequibles, de tal manera que amb els coneixements necessaris i pel que fa a reproduccions no gaire complexes. Tant és així que avui dia el mateix creador podria fer-se les formes per a entrar a màquina d'imprimir, ja que amb les noves tecnologies d'impressió no es necessiten ni tan sols els fotolits.

## Situació actual
Ara com ara, el taller de fotomecànica, continua sent imprescindible per treballs especialment complexos i que necessiten uns coneixements complexos, però la concepció clàssica de la Fotomecànica ha canviat radicalment, la digitalització de les imatges, pot seguir sent a partir d'escàners, però també poden provenir de càmeres de fotografia digital. El retoc ha deixat de ser sobre els fotolits, ara es fa amb els computadors i programaris especialitzats, els textos també solen arribar en format digital i tot plegat es combinen amb programaris especialitzats 
El producte acabat de la Fotomecànica, ja no solen ser fotolits i es poden trametre en format digital a l'impressor de forma telemàtica i aquest sol fer les planxes d'imprimir amb tecnologia CTP (Filmació directa a la planxa) o bé amb impressió digital.